# 鹿児島育英館中学校・高等学校
鹿児島育英館中学・高等学校は鹿児島県日置市伊集院町猪鹿倉にある私立の中学校・高等学校である。
鹿児島育英館中学校は「特進コース」と「体育コース」に分かれている。
中高一貫教育で、国語・数学・英語の3教科で習熟度別クラス指導を行っている。
高校サッカー選手権大会で大会最多得点記録を樹立し、サッカー日本代表・海外でも活躍している大迫勇也（ヴィッセル神戸）の出身校である。

## 学科
- 中学校（定員40名）
  - 特進コース…将来の大学進学を視野に入れた指導を行っており、併設の鹿児島育英館高等学校との中高一貫教育で難関大学進学を目指している。また、英語教育に重点を置き、英語の時間数は公立中学校の約2倍ある。
  - 体育コース（男子のみ）…将来、国内外で活躍するサッカー選手や野球選手の育成を目標としており、姉妹校である鹿児島城西高等学校へ進学している。
- 高等学校（定員40名）
  - 少人数制教育を導入しており、大学進学を目標としている。新入生（高校生に限る）には全員iPadの貸し出しをしている。

## 沿革
- 1982年 - 学校法人城西学園鹿児島城西高等学校に全寮制普通科として設置認可
- 1983年 - 鹿児島育英館高等学校（全寮制普通科）第1期生入学
- 1989年4月1日 - 鹿児島育英館中学校が設置される[1][2]。鹿児島育英館中学校1期生入学（全寮制）
- 1990年 - 新校舎・中学校寮落成
- 1991年 - 新体育館落成
- 1992年4月1日 - 中高一貫教育校として鹿児島育英館中学・高等学校が設置される[3]。
- 1997年 - 学校法人日章学園と法人合併。日章学園鹿児島育英館中等部・高等部となる。
- 1999年 - 鹿児島育英館中学校・高等学校に校名変更。全寮制を廃止、男女共学となる。
- 2003年4月 - 鹿児島育英館中学校に体育コースを設置。体育コース第1期生入学。
- 2008年4月 - 鹿児島育英館中学校体育コースに野球部を創設。

## 施設
- 学生寮 - 男子寮は完全個室。女子寮は2人1部屋（高校3年生のみ個室）。毎晩担当職員が授業（夜間講座）を行う[4]。
  - 寮費 - 月額52,650円（朝・昼・夕3食、光熱費、維持費、夜間講座費等すべて込み）

## 部活動

### 高校・中学特進コース
- 高校軟式野球部
- 剣道部
- バスケットボール部
- テニス部
- バレーボール部
- バドミントン部
- 音芸部
- ESS部

### 中学体育コース
野球部

#### サッカー部
- 2009年 - 全国中学校サッカー大会3位
- 2014年 - 全国中学校サッカー大会準優勝
- 2017年 - 全国中学校サッカー大会準優勝

## 著名な出身者

### サッカー選手
- 大迫勇也 - 中学校・体育コース1期生[5]
- 鮫島晃太 - 中学校・体育コース出身
- 薗田卓馬 - 中学校・体育コース出身
- 上夷克典 - 中学校・体育コース出身
- 長谷川雄志 - 中学校・体育コース出身